# Too Low for Zero
Too Low for Zero är Elton Johns sjuttonde studioalbum, utgivet den 23 maj 1983 i USA och sju dagar senare i Storbritannien. För första gången sedan Blue Moves 1976 är alla texter skrivna av Bernie Taupin. 
Albumet blev 7:a på albumlistan i Storbritannien och 25:a i USA. I Guess That's Why They Call it the Blues och I'm Still Standing blev de stora hitarna från albumet.

## Låtlista
Alla sånger skrivna av Elton John och Bernie Taupin där inget annat anges.
1. "Cold as Christmas" – 4:21
2. "I'm Still Standing" – 3:04
3. "Too Low for Zero" – 5:47
4. "Religion" – 4:05
5. "I Guess That's Why They Call It Blues" (Elton John, Bernie Taupin, Davey Johnstone) – 4:42
6. "Crystal" – 5:05
7. "Kiss the Bride" – 4:24
8. "Whipping Boy" – 3:43
9. "Saint" – 5:17
10. "One More Arrow" – 3:34